# Nannocyrtopogon richardsoni
Nannocyrtopogon richardsoni är en tvåvingeart som beskrevs av Wilcox och Martin 1957. Nannocyrtopogon richardsoni ingår i släktet Nannocyrtopogon och familjen rovflugor.
Artens utbredningsområde är Kalifornien. Inga underarter finns listade i Catalogue of Life.